# ستيفان سيميان
ستيفان سيميان (بالفرنسية: Stéphane Simian)‏ مواليد 8 يونيو 1967 في فرنسا، هو لاعب كرة مضرب فرنسي سابق بدأ مسيرته كمحترف سنة 1991 وكان يلعب باليد اليسرى، اعتزل اللعب في 1998. أعلى تصنيف له في الفردي كان المركز الـ 41 في سنة 1993. أعلى تصنيف له في الزوجي كان المركز الـ 56 في سنة 1994.

## النهائيات

### الفردي (الوصافة 2)
| الحصيلة | الرقم | التاريخ | الدورة                               | الأرضية | المنافس في النهائي | النتيجة       |
| الوصافة | 1.    | 1992    | تل أبيب، إسرائيل                     | صلبة    | جيف تارانغو        | 6–4, 3–6, 4–6 |
| الوصافة | 2.    | 1996    | بطولة روزمالين العشبية للتنس، هولندا | عشبية   | ريتشي رينيبريغ     | 4–6, 0–6      |

### الزوجي (الألقاب 2, الوصافة 1)
| الحصيلة | الرقم | التاريخ | الدورة                                           | الأرضية | الشريك         | المنافس في النهائي        | النتيجة       |
| الفوز   | 1.    | 1994    | بطولة قطر إكسون موبيل المفتوحة للتنس، قطر        | صلبة    | أوليفييه ديلتر | شيلبي كانون بايرون تالبوت | 6–3, 6–3      |
| الوصافة | 1.    | 1994    | بطولة دلراي بيتش الدولية للتنس، الولايات المتحدة | ترابية  | كين فلاتش      | لان بايل بريت ستيفن       | 3–6, 5–7      |
| الفوز   | 2.    | 1994    | سول المفتوحة، كوريا الجنوبية                     | صلبة    | كيني ثورن      | كينت كينير سيباستيان لارو | 6–4, 3–6, 7–5 |

## روابط خارجية
- ستيفان سيميان على موقع رابطة محترفي التنس (الإنجليزية)
- ستيفان سيميان على موقع الاتحاد الدولي لكرة المضرب (الإنجليزية)
- ستيفان سيميان على موقع خلاصة التنس.كوم (الإنجليزية)